# Pearse Street Station
Pearse Street Station (irl. Stáisiún na bPiarsach) – stacja kolejowa w Dublinie, w Irlandii. Na stacji są 2 perony. Stacja jest stacją końcową Północnego Commutera (Northern Commuter). Stacja obsługuje pociągi aż do Rosslare Europort serwisu Southern Commuter oraz Dublin Area Rapit Transit. Pierwotnie stacja nosiła nazwę Westland Station Row, a w 1966 roku zmieniono ja na obecną.

## Historia
W momencie otwarcia 17 grudnia 1834 roku ze stacji końcowej Westland Row wyruszył pierwszy pociąg w Irlandii. W tym czasie był to nowy sposób podróżowania, a pociągi były ciągnięte przez parowozy. Aby połączyć Pearse Station ze stacją Connolly planowano budowę tunelu pod Liffey, ale pod koniec XIX wieku nie udało się tego zrealizować. Dlatego w 1891 roku zbudowano most kolejowy w poprzek rzeki Liffey i nadano mu nazwę Loopline. Podczas jego budowy pojawiły się głosy, że zepsuje on widok na Custom Hause.
Obecnie stacja wygląda niemal tak samo jak w 1891 roku, dlatego była planem filmów takich jak „Michael Collins” i "Prochy Angeli”. Jedyne co zostało zmienione, to jej nazwa. Początkowo nosiła nawę Westland Station Row, a w 1966 roku, mniej więcej w czasie, kiedy parowozy zostały zastąpione silnikami Diesla, zmieniono ją na Pearse Station na cześć Patricka Pearse, jeden z liderów Powstania Wielkanocnego w 1916 roku.